# Gjermund Åsen
Gjermund Åsen, né le 22 mai 1991 à Trondheim en Norvège, est un footballeur norvégien qui évolue au poste de milieu central au Lillestrøm SK.

## Biographie

### En club
Né à Trondheim en Norvège, Gjermund Åsen est formé au Strindheim IL (en) avant de rejoindre le Rosenborg BK. Le 30 avril 2011, il prolonge son contrat d'un an, soit jusqu'en décembre 2012.
Il rejoint ensuite le Tromsø IL en 2015. Le 8 avril 2018, il se met en évidence en étant l'auteur d'un doublé en Eliteserien contre le Ranheim IL (large victoire 4-0). 
Gjermund Åsen effectue son retour au Rosenborg BK le 22 janvier 2019.
Åsen marque son premier but pour Rosenborg le 22 mai 2019, lors d'une rencontre de coupe de Norvège face au Tiller IL (en). Il entre en jeu et participe à la victoire de son équipe par trois buts à zéro.
Il participe avec cette équipe à la phase de groupe de la Ligue Europa en 2019 (cinq matchs joués).
Le 26 janvier 2021, Åsen est prêté au Lillestrøm SK pour une saison, soit jusqu'en décembre 2021. Il joue son premier match sous ses nouvelles couleurs le 16 mai 2021, lors d'une rencontre de championnat face au Strømsgodset IF. Il est titularisé ce jour-là et son équipe s'incline par trois buts à un. Lors de cette saison 2021, Åsen se distingue en terminant meilleur passeur décisif du championnat, avec un total de douze offrandes.
Åsen est définitivement transféré au Lillestrøm SK en janvier 2022, l'accord est conclu dès le 30 novembre 2021 et porte sur un contrat courant jusqu'en décembre 2023.
Le 11 février 2022, l'entraîneur Geir Bakke (en) nomme Gjermund Åsen comme nouveau capitaine du Lillestrøm SK.
Åsen perd son brassard de capitaine en septembre 2024 après l'arrivée de David Nielsen (en) au poste d'entraîneur. Ce dernier confie le rôle à Ruben Gabrielsen et justifie son choix par sa volonté de voir son équipe être dirigée par l'arrière,.

### En équipe nationale
Gjermund Åsen joue son premier et unique match avec l'équipe de Norvège espoirs face au Portugal le 8 février 2011. Il entre en jeu à la place de Muhamed Keita (en) et les deux équipes se neutralisent (1-1).